# Zona de anotación

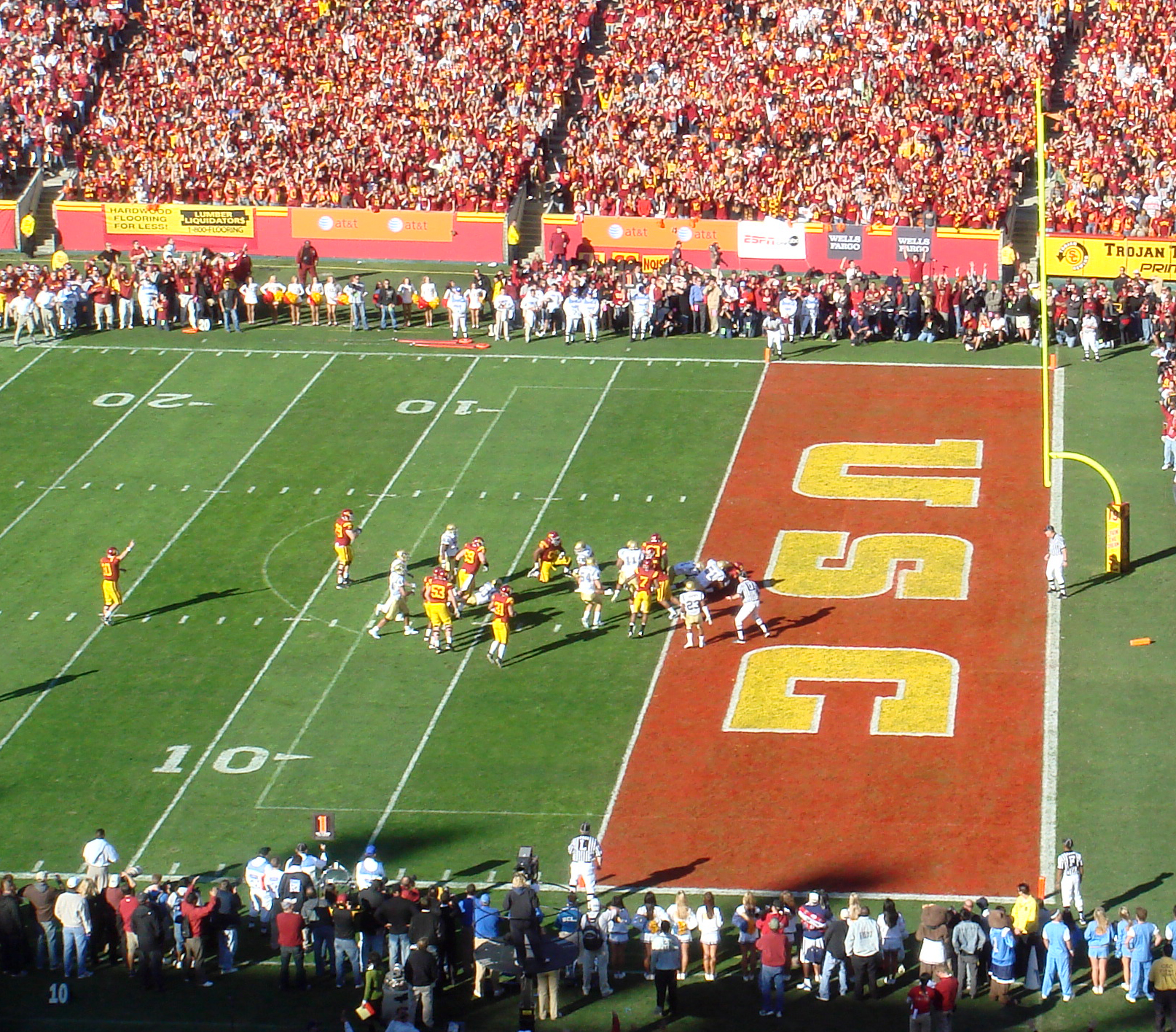
Un jugador acomete hacia la zona de anotación.

La zona de anotación o zona final (en inglés end zone) es un término del fútbol americano y el fútbol canadiense usado para definir una parte del terreno de juego. En ambos deportes, un equipo anota puntos si logra avanzar el balón sobre la zona de anotación defendida por el equipo oponente. La zona final está delimitada por la línea de gol, las líneas de banda y la línea final.

## Dimensiones
La zona de anotación en el fútbol canadiense mide 20 yardas de largo por 65 de ancho (18.2 x 59.4 m), y en el fútbol americano mide 10 yardas de largo por 53.3 yardas de ancho (9.1 x 48.8 m).

## Anotación

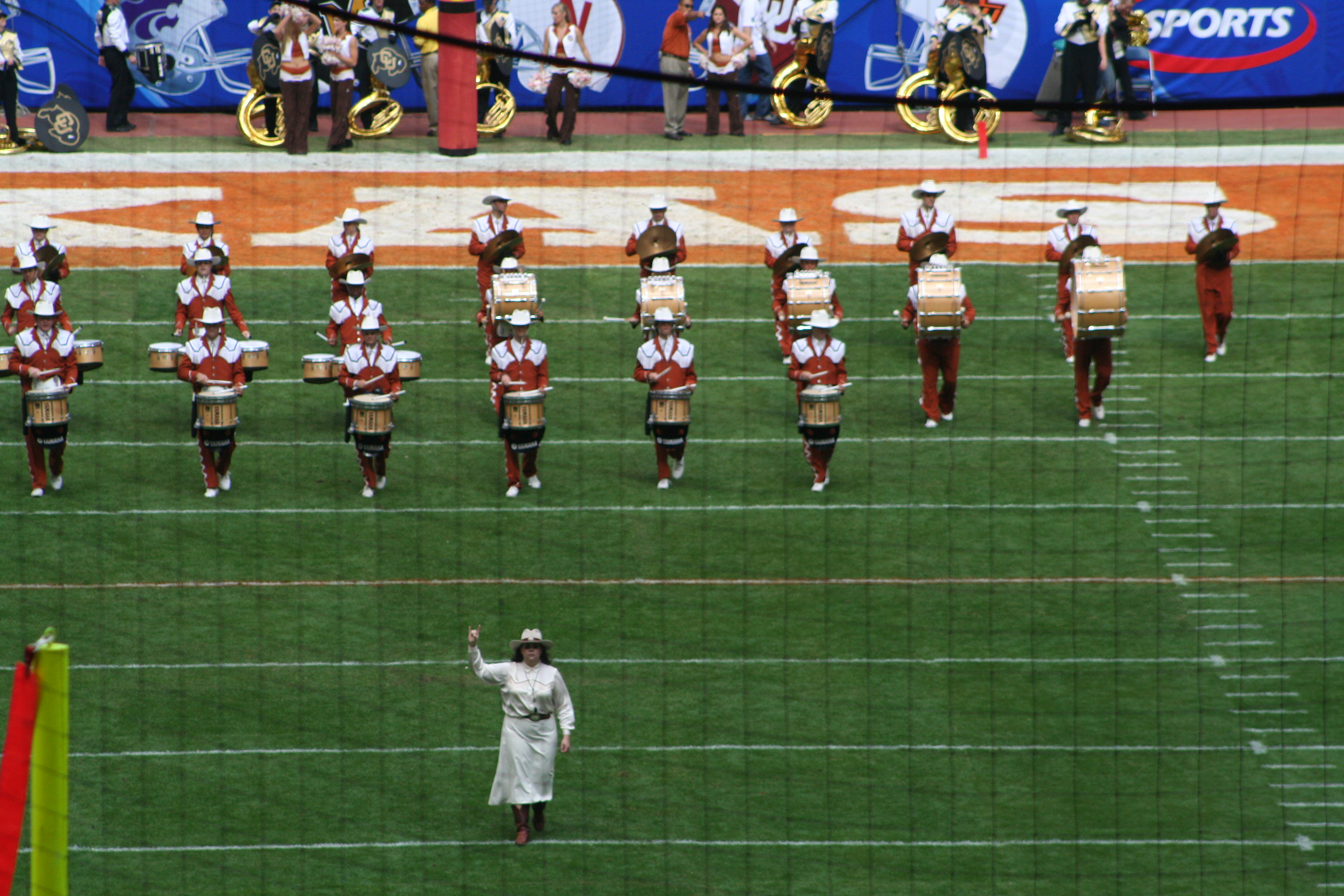
La banda marcial de la Universidad de Texas actúa en el terreno de juego del Estadio NRG en Houston, Texas. La zona de anotación está decorada con los colores de la Universidad de Texas en Austin.

Un equipo anota un touchdown tras acarrear el balón o pasarlo dentro de esta zona. Si la bola es portada por un jugador ofensivo y cruza el plano vertical imaginario de la línea de gol, se considera como anotación, siempre que se mantenga dentro de las líneas de banda. Adicionalmente, se puede conseguir una conversión de dos puntos de la misma forma.

## El poste
La ubicación del poste o goalpost es diferente en cada liga, pero siempre está al final de la zona de anotación. Anteriormente, el poste estaba en la línea de gol en el fútbol americano profesional y colegial en forma de H.  Sin embargo, tuvieron que moverlo porque fue un obvio peligro para los jugadores.  Actualmente, todos los postes tienen forma de T o de U, ubicados más atrás de la línea que marca el fin de la zona de anotación.

## Decoración
La mayoría de los equipos profesionales usan su logotipo o nombre pintado en la superficie de la zona de anotación con colores de fondo. Varios de los campeonatos colegiales y profesionales conmemoran sus partidos con los nombres de ambos equipos en las zonas de anotación opuestas.
- Datos: Q1234374
- Multimedia: End zone / Q1234374